# Mopurahalli, Mulbagal
Mopurahalli là một làng thuộc tehsil Mulbagal, huyện Kolar, bang Karnataka, Ấn Độ.